# Taraxacum behzudicum
Taraxacum behzudicum là một loài thực vật có hoa trong họ Cúc. Loài này được Soest miêu tả khoa học đầu tiên năm 1970.